# Nordazepam

Strukturformel för nordazepam.

Nordazepam, summaformel C15H11ClN2O, är ett ångestdämpande och lugnande preparat som tillhör gruppen bensodiazepiner. Det är huvudmetabolit av diazepam.
Substansen är narkotikaklassad och ingår i förteckning P IV i 1971 års psykotropkonvention, samt i förteckning IV i Sverige.